# Плаващи облаци (филм, 1955)
Вижте пояснителната страница за други значения на Плаващи облаци.
„Плаващи облаци“ (на японски: 浮雲) е японски филм от 1955 година, драма на режисьора Микио Нарусе по сценарий на Йоко Мизуки, базиран на едноименния роман от 1951 година на Фумико Хаяши.
Действието се развива в Япония след Втората световна война, където млада жена, завърнала се от Югоизточна Азия, с трудности се опитва да преживява и да възстанови връзката си с омъжен бивш любовник, а след смъртта на съпругата му двамата заминават за отдалечен остров. Главните роли се изпълняват от Хидеко Такамине, Масаюки Мори, Марико Окада.